# ELearning Africa
eLearning África es una conferencia anual de tres días en las que se analiza sobre educación y desarrollo en África,  la cual está organizado por ICWE GmbH.

Cada año el acontecimiento es coorganizado por un gobierno africano diferente. La inauguración se ha dado por presidentes, vicepresidentes y primeros ministros de varios países africanos que incluyen Hage Geingob, Abdoulaye Vadea, George Kunda, Edward Ssekandi, Pascal Koupaki, Mohamed Gharib Bilal y Debretsion Gebremichael. 

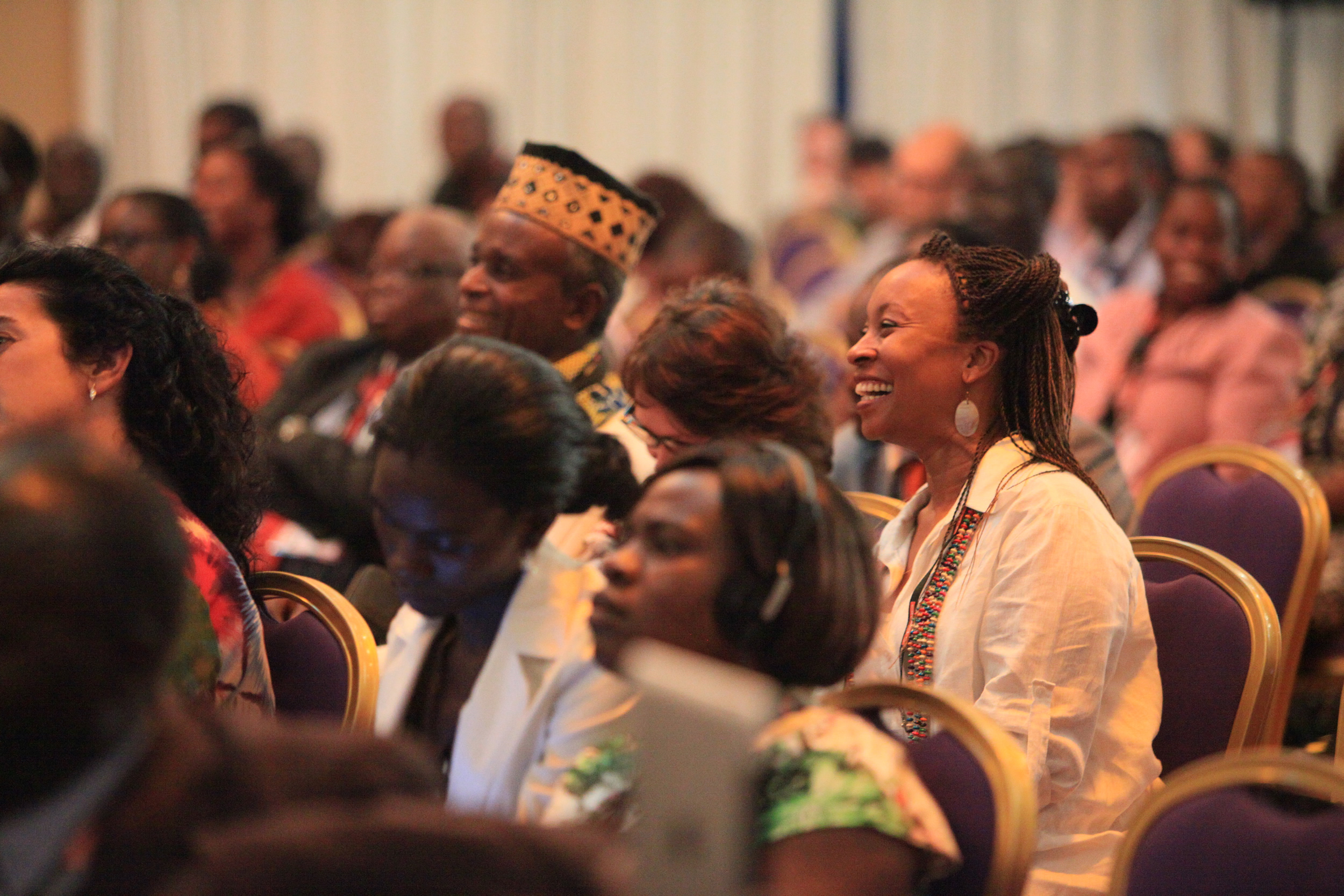
La audiencia que disfruta el eLearning África 2014 Debate en Kampala, Uganda.

La serie de conferencia estuvo inaugurada en el Centro de Conferencia de las Naciones Unidas en Adís Abeba, Etiopía en 2006  y desde entonces ha visitado Kenia, Ghana, Senegal, Zambia, Tanzania, Benín, Namibia, Uganda , Etiopía, Egipto, Mauricio y Ruanda. La decimocuarta edición tendrá lugar del 22 al 25 de octubre de 2019 en Abiyán, Costa de Marfil. Algunos de los Keynote Speakers de la conferencia de 2019 incluyen a Martin Dougiamas, Efosa Ojomo, Jef Staes y Linda Nanan Vallée.

## Participantes
Los delegados son miembros del sector de la educación, negocio y sectores de gobierno.  Aproximadamente 85% de estos son de países africanos. Cada año han participado en la conferencia el siguiente número de delegados:
Etiopía 2006: 832 participantes.
Kenia 2007: 1,406 participantes.
Ghana 2008: 1,502 participantes.
Senegal 2009: 1,350 participantes.
Zambia 2010: 1,778 participantes.
Tanzania 2011: 1,702 participantes.
Benín 2012: 1,483 participantes.
Namibia 2013: 1,480 participantes.
Uganda 2014: 1,497 participantes.
Etiopía 2015: 1,389 participantes.
Egipto, 2016: 1,045 participantes.
Mauricio, 2017: 955 participantes.
Ruanda, 2017: 1,050 participantes.

## Socios y patrocinadores
eLearning África ha sido pratocinado por organizaciones como la Unión africana, ECOWAS, GIZ, UNECA, UNESCO-UNEVOC  y el Banco de Desarrollo africano y la conferencia ha sido patrocinados en ocasiones diferentes por compañías como Microsoft, Google, Intel y Nokia.